# Linnaemya sulensis
Linnaemya sulensis là một loài ruồi trong họ Tachinidae.